# Varitentacula
O Varitentacula yantaiensis é uma espécie de hidrozoário de águas profundas da família Halicreatidae. É a única espécie do género monotípico Varitentacula.